# Buz bazi
Buz bazi (persisch, von buz, „Ziege“ und bāzī, „Spiel“, also „Ziegenspiel“) ist eine sehr seltene oder verschwundene Form eines Puppenspiels mit einer Marionette in Gestalt einer Ziege, die es zumindest bis in die 1970er Jahre im Norden Afghanistans gab. Ein Alleinunterhalter singt Volkslieder und begleitet sich auf der zweisaitigen Langhalslaute dambura. Eine Hand des Musikers, mit der er die Saiten anschlägt, ist über einen Faden mit der Ziegenfigur verbunden, die durch die Handbewegung während des Spiels auf und ab hüpft. Vergleichbare Ziegenmarionetten gibt es noch in anderen Regionen Zentralasiens. Sie verweisen auf einen alten Volksglauben an die magische Bedeutung von Bergziegen.

## Herkunft und kulturelles Umfeld

### Puppenspiel
Puppenspiele mit sichtbaren Puppen oder als Schattenspiel sind im Orient und in Zentralasien relativ selten. Am bekanntesten ist das türkische Schattenspiel Karagöz, das im Osmanischen Reich ab dem 16. Jahrhundert nachweisbar ist und vermutlich vom älteren arabischen Schattenspiel beeinflusst wurde. Möglicherweise ab dem 12. Jahrhundert gab es Schattenspiele in Zentralasien, die neben einer im mamlukischen Ägypten ab derselben Zeit aufgetretenen einfachen Form mit statischen Figuren als ein Ausgangspunkt des türkischen Schattenspiels in Betracht kommen. Die Mamluken waren Militärsklaven mit nomadischen Wurzeln und stammten aus den Steppengebieten Zentralasiens oder dem Kaukasus. Aus Zentralasien im Spätmittelalter westwärts gewanderte Turkvölker werden allgemein für die Verbreitung von Schattenspiel, Handpuppen und Marionetten verantwortlich gemacht. Die historische Region Turkestan gilt als Heimatregion von Handpuppen (türkisch kol korçak) und Marionetten (çadır hayal). Letzteres bedeutet „Vorstellung unter einem Zelt“, was sich auf den Bühnenaufbau bezieht. Solche Vorstellungen finden dort nach wie vor statt.
Wesentlich älter sind literarische Belege für die Existenz von Puppentheatern in Indien. Das indische Epos Mahabharata (ab dem 4. Jahrhundert v. Chr. schriftlich fixiert) erwähnt als eine der ersten Quellen Puppentheater und Schattentheater, ebenso das um 80 v. Chr. verschriftlichte buddhistische Werk Therigatha. Abgesehen von der Ausbreitung des südindischen Schattenspiels und anderer Figurentheater in den ersten nachchristlichen Jahrhunderten nach Südostasien (wayang in Indonesien) gelangten mutmaßlich Marionetten mit Nomadenvölkern aus Nord- und Nordwestindien über Asien bis nach Europa. Im nordwestindischen Bundesstaat Rajasthan ist bis heute das Marionettentheater kathputli populär. Darin werden Themen aus der Geschichte des Mogulherrschers Akbar I. (reg. 1556–1605) verarbeitet.
Mehrere Geschichtswerke und literarische Texte belegen seit dem 11. Jahrhundert die Existenz von Puppen im persischen Raum. Einige damalige Autoren vermuteten deren Ursprung in Indien oder China. Tatsächlich haben das Marionettentheater von Rajasthan und das heutige iranische Marionettentheater kheimeh shab bazi (aus chaima, „Zelt“, schab, „Nacht“ und bazi, „Spiel“) viele Gemeinsamkeiten, was die Führung der Figuren, den Ablauf der Aufführung und die Themen betrifft.
Das volkstümliche Puppenspiel gehörte ab der frühen Neuzeit vielerorts zum Programm einer Wandertruppe wie etwa der russischen Skomoroch, die von Europa bis Zentralasien unterwegs waren. Mit dabei waren neben Puppenspielern Geschichtenerzähler, Gaukler, Akrobaten und diverse Tiere bis zu Tanzbären. Manche der Unterhalter traten nebenher als Frisöre, Heilkundige oder Zahnklempner auf; in allen Fällen in wenig angesehenen Tätigkeiten.
In der spätmittelalterlichen Lyrik des Sufismus kommt in Ghaselen häufig die Metapher von Gott als oberster Puppenspieler vor. Sufimystiker sahen im Puppenspiel „...das Symbol der Handlungen Gottes in der Welt.“ So verbindet etwa Omar Chayyām (1048–1131) das Schicksal der Menschen mit demjenigen von Puppen (lo’bat). Gott als Puppenmeister (lo’bat baz) erweckt die Puppen zum Leben und legt sie an ihrem Lebensende in die dunkle Kiste zurück:
„Nur Puppen, mit denen das Schicksal spielt, sind hier auf Erden wir,
Erkennen muss ein jeder das, der klareren Gesichts;
Figuren auf dem Schachbrett gleich geschoben werden wir,
Dann nimmt man uns hinweg und legt uns in den Sarg des Nichts.“

### Ziege
Ziegen und Schafe sind seit der Zeit des altindischen Rigveda in Südasien Opfertiere; indische Götter werden mit Ziegen identifiziert und zeigen sich in den religiösen Mythen von Ziegen umgeben. Die kultische Verehrung von Bergziegen im Hindukusch und Pamir existiert mancherorts bis heute. In einem der bekanntesten Volksmärchen der Baschkiren, einem im Ural lebenden Turkvolk, sind die wichtigsten Besitztümer des jugendlichen Helden ein weißes Pferd, ein weißer Falke und eine aus Holz geschnitzte Ziegenbockfigur, die tanzen kann und an die er wehmütige Verse richtet.
Es gibt lediglich einen Bericht von 1948 über Handpuppen in Usbekistan und Hinweise auf Handpuppenspiele in Afghanistan sind spärlich. Eine mit buz bazi vergleichbare Marionettenaufführung mit einer Ziege in Kirgisistan beschrieb 1939 W. S. Winogradow. Bei der bis heute als tak-teke („die springende Ziege“) bekannten Aufführung spielt die Darstellerin – meist waren es Frauen – die Maultrommel temir-komuz, während sich auf einem Tisch vor ihr eine Ziegenfigur bewegt. Die auf einen Stab gesteckte Ziege springt auf und nieder, dreht sich und vollbringt skurrile Bewegungen mit den Beinen, angeregt durch einen Faden, der durch ein Loch im Tisch zur rechten Hand der Akteurin führt, wo er an einem Finger festgebunden ist. Wird mit dieser Hand die Zunge der Maultrommel gezupft, beginnt zugleich die Ziege im Rhythmus zur Musik zu hüpfen. Der Maultrommel-, komuz- und Ziehharmonikaspieler Adamgaly Bajbatyrow, der wie Winogradow einer der bekanntesten kirgisischen Musiker seiner Zeit war, zog in den 1930er Jahren mit einem Puppentheater umher. Für Turkmenistan bildet Winogradow in seinem Buch über Musik in der Sowjetunion von 1968 einen männlichen dotar-Spieler vor einem Kasten ab, auf dem sich zwei Ziegenmarionetten gegenüberstehen, die er mit zwei Schnüren zum Tanzen bringt. Einfache Ziegenmarionetten gab es laut der Beschreibung von E. M. Peschcherewa 1957 im gesamten südlichen Zentralasien. Vom Raum Samarqand bis in die Höhen des Pamirgebirges und in die afghanische Provinz Badachschan war unter Tadschiken und Usbeken die Ziege als Kinderspielzeug verbreitet. Die Figur wurde unten mit einer Hand gehalten, während die andere Hand an einer Schnur zog. Auf ähnliche Weise ließ sich die Spielzeugfigur eines Seiltänzers bewegen. Eine bewegliche Ziegenfigur als Kinderspielzeug wurde auf dem Markt in Kabul verkauft. Offensichtlich übernahmen professionelle Unterhaltungsmusiker die Spielzeugziege in ihr Programm.
Lebende trainierte Ziegen und andere Tiere spielten früher in der Region eine Begleitrolle bei Musikdarbietungen. Der in Nordafghanistan bekannte Musiker Bangecha Tashqurghani trat in den 1970er Jahren mit einem Hund auf, der während des Spiels auf seinen Hinterbeinen saß und sich drehte. In Nizam Nurjanows Untersuchung des tadschikischen Volkstheaters von 1956 wird eine Gesangsgruppe beschrieben, die in Kulob (im Südwesten Tadschikistans) eine ausgestopfte Ziege an einer Schnur tanzen ließ. Tanzende ausgestopfte Ziegenmarionetten als komische Vervollständigung von Gesangsdarbietungen wurden ebenso wie lebende Ziegen für die gesamte Region beschrieben. In diesen Zusammenhang gehört auch buzkaschi, ein zentralasiatisches Reiterspiel, bei dem die Teilnehmer im Kampf jeder gegen jeden danach trachten, einen Ziegenkadaver (gelegentlich ein totes Kalb) an sich zu reißen und an ein bestimmtes Ziel zu bringen. Der Wettkampf wird von den Teilnehmern mit großer Härte geführt und von den Zuschauern enthusiastisch begleitet. In manchen Gegenden wird Bergziegen eine magische Kraft zugesprochen. Ziegen, die in der tadschikischen Gebirgsregion Berg-Badachschan zum Jagdwild gehören, werden als glückbringende Symbole an Felsen und Hauswände gemalt. Die Schreine (mazar, im Dialekt mazor) lokaler Heiliger und sonstige heilige Orte (oston) sind in Berg-Badachschan an den aufgestellten Hörnern von Wildziegen oder Argali erkennbar. Mark Slobin sah auch an einigen Moscheen und Heiligengräbern in Nordafghanistan Ziegenhörner, die auf die alte kultische Bedeutung der Ziegen verweisen. In einem pantomimischer Tanz der Tadschiken, den Nurjanow 1969 beschreibt, wird die Jagd auf Bergziegen dargestellt.
In der iranischen Provinz Chorasan existierte bis in die 1920er Jahre eine islamische Sekte, deren Mitglieder Ziegen verehrten und rituell Ziegen schlachteten. Männer und Frauen begleiteten das Schlachtungsritual mit Musik und Tanz. Verkleidete und maskierte Schausteller, Tänzer und Musiker sind im Iran seit dem Sassanidenreich bekannt. Einige Rituale und Aufführungen, bei denen zoomorphe Masken und Kostüme von Bedeutung waren, wurden in islamischer Zeit weitergepflegt. Als Ziegen verkleidete Tänzer sind auf Miniaturen des 16. und 17. Jahrhunderts zu sehen. Solcherart mit aufgesetzten Hörnern agierende Männer könnten auf einen älteren mystischen Schamanismus zurückverweisen, der sich bei manchen extremen Sufisekten wie den Qalandar möglicherweise als Kulturrest erhalten hat. Andere Abbildungen dieser Zeit zeigen dagegen als Ziegen verkleidete Komödianten, Tänzer und Musiker, die eindeutig nicht in religiösem Zusammenhang, sondern als Unterhalter auftraten.

## Aufführung
Der persische Ausdruck bazi kommt als Suffix in vielen Wortverbindungen vor, die ein Spiel oder Schauspiel für Kinder und Erwachsene zur Unterhaltung oder ein Wettkampfspiel bezeichnen, beispielsweise lo’bat bazi oder surat bazi, „Puppenspiel“, buzana bazi, afghanischer Wettkampf mit Wachteln und – hauptsächlich in Nordafghanistan vorkommend – bacha bazi, „Knabenspiel“. Im 19. Jahrhundert bis Anfang des 20. Jahrhunderts war im Gebiet von Tadschikistan das Pantomimentheater mascharaboz populär, das bei Hochzeiten und an öffentlichen Feiertagen auftrat. Die soziale Stellung der Darsteller war wie die der übrigen traditionellen Volksunterhalter sehr niedrig.
Der Musikethnologe Mark Slobin interviewte bei seinen Feldforschungen in Nordafghanistan zwischen 1967 und 1972 einen buz bazi-Spieler in Cholm, der sich der sozial niedrig stehenden Ethnie der (persischsprechenden) Araber zurechnete. Er trat wie ansonsten Straßensänger, Komödianten oder Akrobaten auf und spielte vorzugsweise in Teehäusern in Kleinstädten rund um seine Heimatstadt. Ferner gibt es eine Schilderung über einen buz bazi-Spieler Anfang der 1950er Jahre in Nordafghanistan und über eine Variante dieser Aufführung mit einer Antilopenfigur als Marionette (ahu bazi), welche die Musikethnologin Hiromi Lorraine Sakata Mitte der 1960er Jahre im Gebiet der Hazara in Zentralafghanistan fand.
Zur Ausrüstung des Musikers aus Cholm, dessen Rufname Abdullah Buz-baz lautete, gehörte eine detailgenau aus Holz geschnitzte Ziegenmarionette, die an der Spitze eines Stabes befestigt ist und auf einer annähernd runden Holzplatte sitzt. Diese Platte ist mit einem runden, etwa 20 Zentimeter langen Holzstiel auf einem größeren rechteckigen Standsockel befestigt. Die Figur ist bunt bemalt und mit einem Glöckchen um den Hals behängt. Am vertikal beweglichen Stab war direkt unter der Holzplatte eine Schnur befestigt, die Abdullah um sein rechtes Handgelenk schlang. Wie bei den anderen genannten Ziegenmarionetten spannte der Musiker die Schnur, damit die Ziege sich etwas erhob und frei mit den Beinen schwebte. Während er beide Saiten seines Instruments zugleich anschlug (strumming), brachte er die Ziege dazu, sich auf und ab zu bewegen und dadurch indirekt im Kreis zu drehen. Das Hüpfen der Ziege wirkte eher zufällig als gezielt steuerbar. Gegen Ende eines Liedes ließ er die Ziege für einen Moment unbewegt in der höchsten Position hängen und anschließend in sich zusammenfallen.
Die verwendete Langhalslaute ist eine turkestanische dambura, die in der afghanischen Musik am weitesten verbreitete Form der dambura. Der aus einem Holzstück geschnitzte, schlanke und birnenförmige Korpus geht in einen angesetzten langen Hals über, an dessen oberem Ende die beiden Saiten an vorderständigen Wirbeln befestigt sind. Der dritte Teil des Instruments ist die aufgeleimte Holzdecke. Die Gesamtlänge beträgt etwa 100 bis 110 Zentimeter. Die turkestanische dambura ist deutlich länger als die badachschanische dambura, die in der afghanischen Provinz Badachschan gespielt wird und der in der tadschikischen Musik verwendeten dombra (dumbrak) ähnelt. Abdullah spielte vorwiegend populäre Tanzliedmelodien mit einem konstanten Taktschlag.
Abdullah lernte buz bazi in Badachschan kennen. Nach seinen Angaben wurde die Ziegenfigur von einem Handwerker östlich seiner Heimatstadt in der Nähe der Grenze zur Provinz Badachschan hergestellt. Die Figur verkörpert eine Schraubenziege, die wild in Badachschan vorkommt. Sie heißt auf Persisch mārchor, „Schlangenfresser“. Über magische Kräfte verfügende Mārchor gehören in den mythischen Erzählungen des Pamirgebirges zum Umkreis der Fruchtbarkeits- und Hirtengötter.
Die Tradition des Ziegenspiels ist in Zentralasien von Tadschikistan, Turkmenistan, Usbekistan, Kirgistan und Kasachstan bis in die Mongolei verbreitet. Das in Kasachstan orteke genannte Spiel wurde im Jahr 2022 von der UNESCO in die Repräsentative Liste des immateriellen Kulturerbes der Menschheit aufgenommen. Musiker in Kasachstan lassen die orteke beim Spiel der Langhalslaute dombra, der Streichlaute kobys, der Wölbbrettzither jetigen oder der Laute scherter hüpfen.